# An Innocent Man
An Innocent Man je deveti studijski album ameriškega kantavtorja Billyja Joela, ki je izšel 8. avgusta 1983. Album je nekakšen poklon ameriški popularni glasbi v času Joelove mladosti. Joel se je tako s skladbami poklonil številnim popularnim ameriškim glasbenim slogom konec 50. let in začetek 60. let, kot sta doo-wop in soul. Fotografija z ovitka albuma je bila posneta na stopnicah 142 Mercer Street, severno od križišča ulic Mercer in Prince Street v okolici SoHo v New Yorku.

## Uvrstitev na lestvicah
Album vsebuje tri Top 10 single: »Tell Her About It« (1. mesto), »Uptown Girl« (3. mesto) in »An Innocent Man« (10. mesto). Z albuma so izšli še štirje singli: »The Longest Time« (14. mesto), »Leave a Tender Moment Alone« (27. mesto), »Keeping the Faith« (18. mesto) in »This Night« (v ZDA B-stran singla »Leave a Tender Moment Alone«). Singla »Tell Her About It« in »Uptown Girl« sta dosegla mednarodni uspeh — »Uptown Girl« je dosegel 1. mesto na lestvicah v Združenem kraljestvu, Avstraliji in Novi Zelandiji. An Innocent Man je ostal na ameriški lestvici pop albumov 111 tednov in je s tem postal Joelov drugi najdaljše na lestvicah obstoječi album, za albumom The Stranger. Album je eno leto ostal na lestvicah v Združenem kraljestvu, na Japonskem in v Avstraliji.

## Nagrade
Kot Joelovi prejšnji trije albumi, je tudi An Innocent Man bil nominiran za grammyja za album leta, vendar je grammyja osvojil Jacksonov album Thriller. Album je bil prav tako nominiran za grammyja za najboljšo moško pop vokalno izvedbo za skladbo »Uptown Girl«, vendar je tudi tega grammyja osvojil Thriller.

## Ozadje
V intervjuju o ustvarjanju tega albuma je Joel poudaril, da je v času snemanja tega albuma bil sveže ločen od svoje prve žene, Elizabeth Weber in je bil tako prvič, odkar je užival status rock zvezde, samski. Imel je možnost, da je bil lahko v razmerju z manekenkami, kot sta Elle Macpherson in Christie Brinkley. Zaradi vsega tega je Joel dejal: "Počutil sem se kot, da sem znova najstnik." Tako je pričel pisati skladbe v istem slogu kot so bile napisane pop skladbe, ki se jih je spominjal iz svojih najstniških let – zgodnje R&B skladbe, The Four Seasons, soul.
Joel je dejal: "Ko začneš pisati (skladbe za nov album), pišeš o svojih čustvih. Skladbe so prihajale zelo hitro. Mislim, da sem imel v šestih tednih napisanih večino skladb, ki so kasneje izšle na albumu." Joel je prav tako omenil, da je bil prijetno presenečen, da so retro skladbe postale hiti 80. let.

## Seznam skladb
Vse skladbe je napisal Billy Joel, razen refren skladbe »This Night« je napisal Ludwig van Beethoven.
Seznam skladb na LP plošči se rahlo razlikuje od seznama skladb na kaseti in zgoščenkah, kjer sta zamenjani skladbi »The Longest Time« in »Uptown Girl«.
| Stran 1 | Stran 1                                                                                      | Stran 1 |
| Št.     | Naslov                                                                                       | Dolžina |
| ------- | -------------------------------------------------------------------------------------------- | ------- |
| 1.      | „Easy Money‟ (Poklon Jamesu Brownu in Wilsonu Pickettu)                                      | 4:04    |
| 2.      | „An Innocent Man‟ (Poklon Benu E. Kingu in skupini The Drifters)                             | 5:17    |
| 3.      | „The Longest Time‟ (Poklon doo-wop skupinam kot je skupina The Tymes)                        | 3:42    |
| 4.      | „This Night‟ (Poklon skupini Little Anthony and the Imperials)                               | 4:17    |
| 5.      | „Tell Her About It‟ (Poklon Motown skupinam kot sta skupini The Supremes in The Temptations) | 3:52    |

| Stran 2         | Stran 2                                                              | Stran 2 |
| Št.             | Naslov                                                               | Dolžina |
| --------------- | -------------------------------------------------------------------- | ------- |
| 1.              | „Uptown Girl‟ (Poklon Frankieju Valliju in skupini The Four Seasons) | 3:17    |
| 2.              | „Careless Talk‟ (Poklon Samu Cookeju)                                | 3:48    |
| 3.              | „Christie Lee‟ (Poklon Little Richardu)                              | 3:31    |
| 4.              | „Leave a Tender Moment Alone‟ (Poklon Smokeyju Robinsonu)            | 3:56    |
| 5.              | „Keeping the Faith‟ (Poklon Britanski invaziji Rock and rolla)       | 4:41    |
| Skupna dolžina: | Skupna dolžina:                                                      | 40:25   |

## Osebje

### Zasedba
- Billy Joel – akustični klavir Baldwin (SF-10), Fender Rhodes, Hammond B3, vokali
- Doug Stegmeyer – bas kitara, spremljevalni vokali
- Liberty DeVitto – bobni
- Mark Rivera – alt saksofon, tenor saksofon, tolkala
- David Brown – električna solo kitara, akustična solo kitara
- Russell Javors – akustična ritem kitara, električna ritem kitara

### Dodatni glasbeniki
- Ralph MacDonald – tolkala pri »Leave a Tender Moment Alone« in »Careless Talk«
- Leon Pendarvis – Hammond B3 pri »Easy Money«
- Richard Tee – akustični klavir pri »Tell Her About It«
- Eric Gale – električna kitara pri »Easy Money«
- "String Fever" – godala
- Ronnie Cuber – bariton saksofon pri »Easy Money«, »Careless Talk«, »Tell Her About It« in »Keeping the Faith«
- Jon Faddis – trumpet on »Easy Money«
- David Sanborn – alt saksofon pri »Easy Money«
- Joe Shepley – trobenta pri »Easy Money«, »Careless Talk«, »Tell Her About It« in »Keeping the Faith«
- Michael Brecker – tenor saksofon pri »Careless Talk«, »Tell Her About It« in »Keeping the Faith«
- John Gatchell – trobenta pri »Careless Talk«, »Tell Her About It« in »Keeping the Faith«
- Tom Bahler – spremljevalni vokali
- Rory Dodd – spremljevalni vokali
- Frank Floyd – spremljevalni vokali
- Lani Groves – spremljevalni vokali
- Ullanda McCullough – spremljevalni vokali
- Ron Taylor – spremljevalni vokali
- Terry Textor – spremljevalni vokali
- Eric Troyer – spremljevalni vokali
- Mike Alexander – spremljevalni vokali

### Produkcija
- Producent: Phil Ramone
- Inženirja: Jim Boyer, Bradshaw Leigh
- Asistenta inženirjev: Mike Allaire, Scott James
- Koordinator produkcije: Laura Loncteaux
- Masterizacija: Ted Jensen
- Godalni in trobilni aranžmaji: David Matthews
- Vokalni aranžmaji: Tom Bahler
- Glasbeni svetovalec: Billy Zampino
- Forografija: Gilles Larrain
- Oblikovanje ovitka: Christopher Austopchuk, Mark Larson

## Lestvice
| Lestvica (1983–85)              | Najvišja uvrstitev |
| ------------------------------- | ------------------ |
| Avstralija (Kent Music Report)  | 3                  |
| Francija (SNEP)                 | 11                 |
| Japonska (Oricon)               | 3                  |
| Kanada (RPM)                    | 12                 |
| Nizozemska (MegaCharts)         | 14                 |
| Norveška (VG-lista)             | 9                  |
| Nova Zelandija                  | 1                  |
| Švedska                         | 39                 |
| Zahodna Nemčija (Media Control) | 36                 |
| ZDA (Billboard 200)             | 4                  |
| Združeno kraljestvo             | 2                  |

| Lestvica (1983)     | Mesto |
| ------------------- | ----- |
| Avstralija          | 11    |
| Francija            | 62    |
| Japonska            | 18    |
| Kanada              | 42    |
| Nizozemska          | 74    |
| Združeno kraljestvo | 25    |
| Lestvica (1984)     | Mesto |
| Avstralija          | 6     |
| Japonska            | 58    |
| Kanada              | 31    |
| Nova Zelandija      | 1     |
| ZDA (Billboard 200) | 4     |
| Združeno kraljestvo | 9     |
| Lestvica (1985)     | Mesto |
| ZDA (Billboard 200) | 67    |

### Lestvice ob koncu desetletja
| Lestvica (1980–89)  | Mesto |
| ------------------- | ----- |
| Avstralija          | 12    |
| Združeno kraljestvo | 33    |

### Certifikati
| Regija                    | Certifikat   | Prodaja   |
| ------------------------- | ------------ | --------- |
| Hongkong (IFPI Hong Kong) | Zlat         | 10,000    |
| Japonska (RIAJ)           |              | 510,000   |
| Kanada (Music Canada)     | 3x platinast | 300,000   |
| ZDA (RIAA)                | 7x platinast | 7,000,000 |
| Združeno kraljestvo (BPI) | 3x platinast | 900,000   |